# Château d'Ambres
Le château d'Ambres est un ancien château-fort bâti sur la commune d'Ambres, dans le Tarn (France). Détruit à la Révolution française, il n'en reste aujourd'hui que de très rares vestiges.
Il fut le siège de la seigneurie, marquisat puis baronnie d'Ambres, dont deux maréchaux de France et d'autres grands personnages historiques furent propriétaires, depuis Sicard VI de Lautrec jusqu'au duc Philippe de Noailles en passant par le comte Gaston Phébus ou le maréchal Daniel François de Gélas.

## Localisation
Le château est bâti, sur un léger promontoire du même nom, au centre du village d'Ambres, dans le département français du Tarn.
Il est probable que le château primitif a été édifié sur une motte fortifiée.

## Historique

### Origine
Le château d'Ambres est cité pour la première fois au cours du XIIIe siècle, vers 1255. Il appartient alors aux vicomtes de Lautrec, tout comme la seigneurie d'Ambres. C'est donc Sicard VI de Lautrec, puissant aristocrate de la région, qui le possède. Amalric Ier de Lautrec lui succède en tant que seigneur d'Ambres en 1250, après avoir passé un accord avec ses frères, Pierre II, Isarn IV et Bertrand II, et son oncle, Bertrand Ier. 

### Gaston Phébus et retour aux vicomtes de Lautrec
En 1386, après de nombreuses années de succession et différents procès d'héritages, le château d'Ambres échoie au comte de Foix, le puissant Gaston Phébus[source insuffisante]. Celui-ci ordonne et finance la reconstruction de l'édifice, en mauvais état. Il y élève des tours et y installe nombre de mâchicoulis, et de surcroit le dote d'un certain confort et luxe.
À sa mort, il confie le château au roi de France, Charles VI, qui lui même en fait don à Brunisende de Lautrec, fille du vicomte Almaric IV de Lautrec. Elle le transmet finalement par héritage à Jean II de Voisins, qui devient aussi vicomte de Lautrec. La bâtisse demeure ainsi dans la famille de Voisins jusqu'au début du XVIIe siècle, lorsque les frères Louis et Jacques de Voisins]meurent sans héritiers autre que leur sœur, Ambroise.  
Celle-ci transmet alors tout le patrimoine, la vicomté de Lautrec et entre autres territoires la seigneurie et le château d'Ambres, à son mari Lysander de Gélas. La seigneurie d'Ambres devient par la suite un marquisat et dès lors, les de Gélas sont titrés marquis d'Ambres.  

#### DuXVIIesiècleà la destruction
Le marquisat devient ensuite baronnie au cours de ce même XVIIe siècle, et le maréchal de France Daniel François de Gélas de Lautrec est titré baron d'Ambres. À sa mort, en 1762, il n'a pas d'enfants, et son titre de baron d'Ambres est hérité par Philippe de Noailles, qui est guillotiné avec sa femme à la Révolution.  
Avec lui s'éteint la baronnie d'Ambres, abrogée, et le château d'Ambres, qui est alors l'un des plus étendus et fortifiés de la région est quant-à-lui rasé, sur ordonnance de la Convention nationale. Ses ruines servent ensuite de carrière jusqu'en 1850. 

### Légende
Une légende, non confirmée, mentionne l'existence de souterrains partant dans l'une des parois du puits.

## Fouilles
Une unique campagne de fouilles archéologiques a été menée jusqu'à aujourd'hui, et seulement sur 2 000 m2 de terrain, lors de la construction d'un pavillon sur le site. Néanmoins, les résultats sont intéressants puisqu'on découvre ce qui semble être non pas le château lui-même mais un site d'habitation antérieur, remontant au XIIe siècle et abandonné le siècle suivant à la suite d'un incendie. Les archéologues mettent au jour cinq bâtiments qui ont été incendiés, plus de cinquante silos et des vestiges de fossés.